# Saint-Polgues
Saint-Polgues là một xã trong tỉnh Loire miền trung nước Pháp.